# Lingue yuki-wappo
Le lingue yuki-wappo sono una piccola famiglia linguistica di lingue native americane parlate in California.

## Pertinenza della famiglia
L'inclusione della lingua wappo nella famiglia yukiana è stata contestata da Jesse O. Sawyer, uno dei più grandi specialisti di questa lingua, che pensava che la somiglianza fra queste lingue fosse dovuta solo a prestiti lessicali. Opinione rigettata da William W. Elmendorf e Alice Shepherd, che proposero uno studio delle corrispondenze fonetiche tra wappo e yuki.

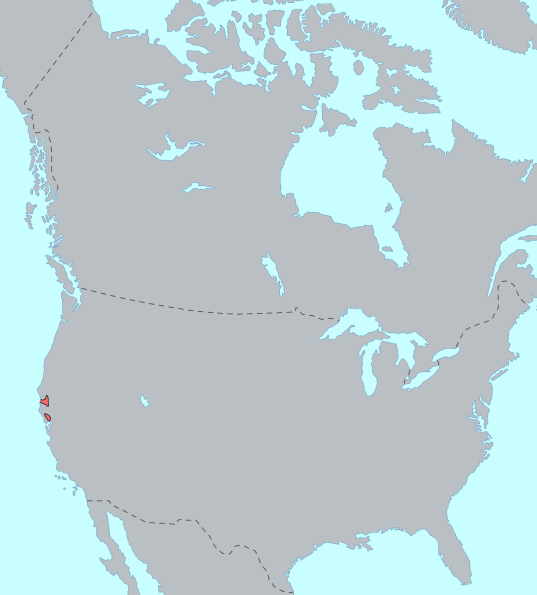
Localizzazione delle liangue yuki-wappo

## Classificazione
Secondo alcuni studiosi la famiglia sarebbe stata composta da quattro lingue (ormai praticamente tutte estinte):
- Lingue yuki-wappo
  - Yuki del Nord
    - Lingua Yuki
    - Lingua Yuki della costa
    - Lingua Huchnom

  - Lingua Wappo

Secondo altri, però, le tre lingue del gruppo Yuki del Nord sono da considerarsi diversi dialetti di un'unica lingua per cui la famiglia si ridurrebbe a sole due lingue:
[tra parentesi quadra i codici linguistici internazionali]
- Lingue yuki-wappo
  - Core Yuki
    - Lingua Yuki [yuk]

  - Lingua Wappo [wao]